# Eremogone multiflora
Eremogone multiflora är en nejlikväxtart som först beskrevs av Alexander Gilli, och fick sitt nu gällande namn av S. Ikonnikov. Eremogone multiflora ingår i släktet Eremogone och familjen nejlikväxter. Inga underarter finns listade i Catalogue of Life.